# ضبط‌کردن صدا

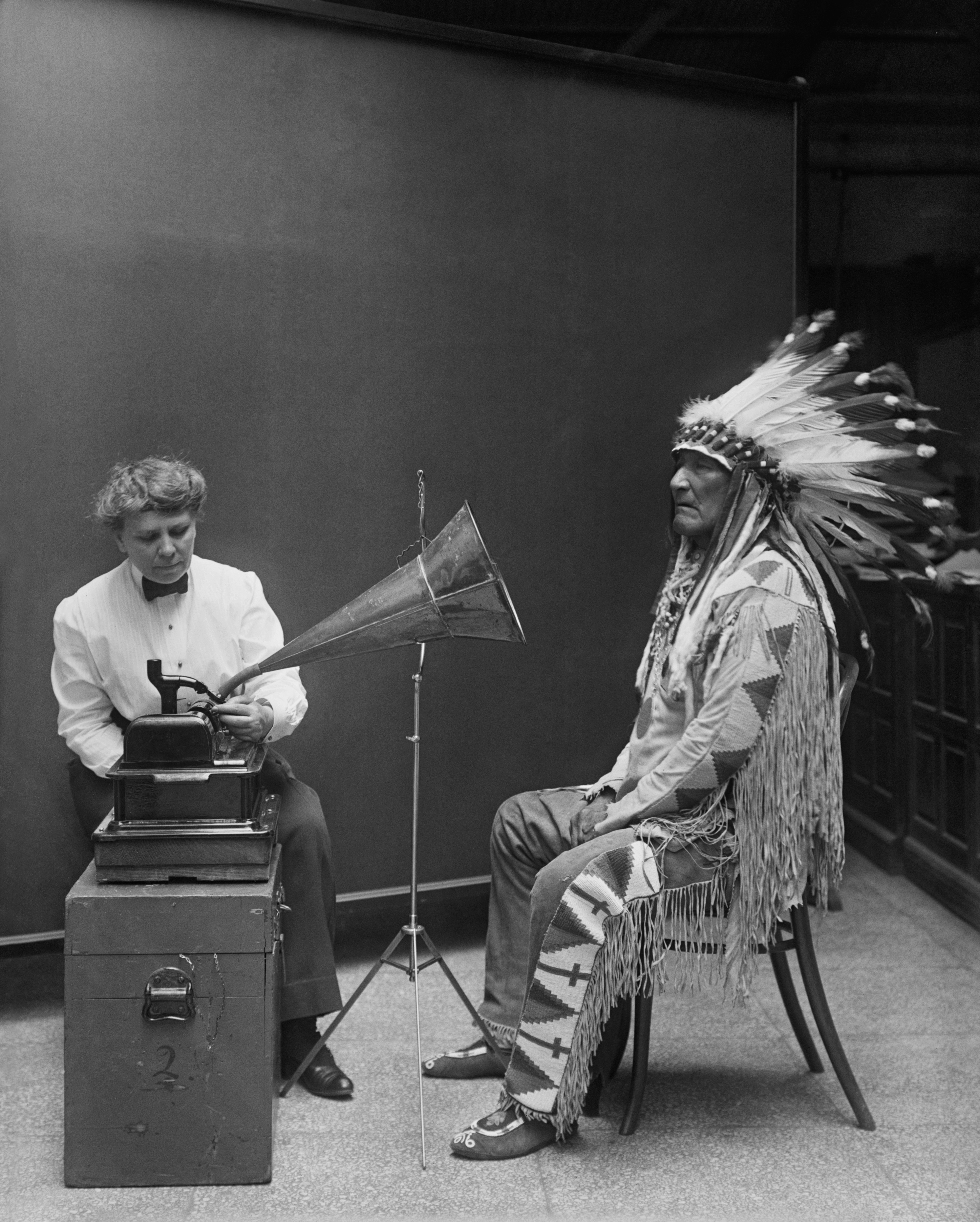
Part of a series of pictures depicting Frances Densmore at the Smithsonian Institution in 1916

ضبط و نشر صوت‌ها یا رکورد و ریپروداکشن کردن صداها یا بازنویسی و بازسازی آواها ثبت الکتریکی یا مکانیکی و تولید مجدد صوت‌هایی مانند: گفته‌ها، خوانندگی یک خواننده یا صوت‌های نواخته از سازها است. تا به امروز دو روش برای ضبطِ صوت‌ها پدید آمده‌ که یکی به ضبط آنالوگ و دیگری به ضبط دیجیتال شناخته شده است.